# Milakovac
Milakovac (cyr. Милаковац) – wieś w Serbii, w okręgu raskim, w mieście Kraljevo. W 2011 roku liczyła 501 mieszkańców.